# Klan létajících dýk
Klan létajících dýk (čínsky v českém přepisu Š' Mien Maj Fu, pchin-jinem Shí Miàn Mái Fú, znaky 十面埋伏) je čínský film z roku 2004. Natočil jej režisér Čang I-mou a v hlavních rolích hráli Andy Lau, Takeši Kaneširo a Čang C'-i. Film se odehrává v roce 859 v období úpadku dynastie Tchang a jeho pozadím je fiktivní povstání skupiny nazývané klan létajících dýk proti režimu.
Většina venkovních scén byla natočena v národním přírodním parku Huculščyna na Ukrajině, výjimkou je část odehrávající se v bambusovém lese, která byla natočena v Číně.